# Theodōros Karras
Theodōros Karras (in greco Θεόδωρος Καρράς?; Amarousio, 18 dicembre 1997) è un cestista greco.